# جاسم الخاقاني
جاسم الخاقاني (1325 - 1393 هـ / 1907 - 1973 م) هو إمام وأديب شاعر ، من أهل النجف.

## سيرته
هو جاسم بن هادي بن علي بن سلمان الخاقاني. هاجر في شبابه إلى المحمرة عام 1343 هـ لطلب العلوم الدينية، وأخذ بها على عبد المحسن الخاقاني. عاد سنة 1921 م إلى النجف وأكمل دراسته فيها ومكث فيها يواصل حضوره على أعلام التدريس، فحضر الأبحاث العالية على أبي القاسم الخوئي، ومحمود الشاهرودي، ومحسن الحكيم، ومحمد رضا آل یاسین. ثم هاجر إلى مدينة الفاو 1963 م وعمل إمامًا ومرشدًا دينيًا.

## آثاره
- ديوان شعر نشره سلمان الخاقاني - بيروت 1972 م، مراث ومدائح لأهل البيت ولغيرهم.
- له قصائد في كتاب «مستدرك شعراء الغري» لصاحبه كاظم عبود الفتلاوي.[3]

## وفاته
توفي أثر مرض لازمه يوم الجمعة 22 جمادى الآخرة 1393 هـ، ونقل إلى النجف ودفن به.